# فرانک دریک
فرانک دونالد دریک (زادهٔ ٢٨ مه ١٩٣٠ - درگذشتهٔ ٢ سپتامبر ٢٠٢٢) منجم و اخترفیزیکدان امریکایی بود. او از پیشگامان جستجو برای زیست فرازمینی و پروژه ستی بود. معادله دریک برای تخمین تعداد تمدنهای کهکشان راه شیری و ایجاد پیام آرسیبو برای ارتباط با تمدنهای فرازمینی از دیگر کارهای اوست.

## معادله دریک
فرانک دریک، اخترفیزیکدان، فرمول معروف خود را روی تخته سیاه در سال 1961 ترسیم کرد. این آغاز جستجوی جهانی برای هوش فرازمینی (SETI) بود، و تفکر او همچنان بر استفاده از رصدخانه های نجومی تا به امروز تأثیر می گذارد.
این معادله بیشتر یک آرگومان است که در هفت متغیر پیچیده شده است. این متغیرها با ضرب در یکدیگر، محاسبه‌ای از احتمالی را به دست می‌دهند که بشریت ممکن است روزی یک تمدن هوشمند بیابد
دریک بعداً اظهار داشت:
«همانطور که جلسه (جستجوی جهانی برای هوش فرازمینی (SETI) را برنامه ریزی کردم، چند روز قبل از موعد متوجه شدم که به یک دستور کار نیاز داریم. و بنابراین من تمام چیزهایی را که لازم بود بدانید برای پیش بینی اینکه تشخیص حیات فرازمینی چقدر سخت خواهد بود را یادداشت کردم. و با نگاه کردن به آنها کاملاً آشکار شد که اگر همه اینها را با هم ضرب کنید، یک عدد N بدست می آورید که تعداد تمدن های قابل تشخیص در کهکشان ما است. هدف این جستجو جستجوی رادیویی بود، نه جستجوی اشکال حیات اولیه یا بدوی.»
آدام فرانک، استاد فیزیک و ستاره شناسی در دانشگاه روچستر، می گوید: این سؤال که آیا تمدن های پیشرفته در جای دیگری در جهان وجود دارند، همیشه با سه عدم قطعیت بزرگ در معادله دریک آزاردهنده بوده است. «ما مدت‌هاست که می‌دانیم تقریباً چند ستاره وجود دارد. ما نمی‌دانستیم که چه تعداد از آن ستارگان سیاره‌هایی دارند که به طور بالقوه می‌توانند حیات را در خود جای دهند، زندگی چقدر ممکن است تکامل یابد و به موجودات هوشمند منتهی شود، و چه مدت ممکن است تمدن‌ها قبل از انقراض دوام بیاورند.
فرانک می‌گوید: «البته، ما نمی‌دانیم که چقدر احتمال دارد که گونه‌های فناوری هوشمند در یک سیاره قابل سکونت تکامل پیدا کنند. اما با استفاده از این روش ما می‌توانیم دقیقاً بگوییم که این احتمال چقدر کم است تا ما تنها تمدنی باشیم که کیهان تولید کرده است. ما آن را خط بدبینی می نامیم. اگر احتمال واقعی، بیشتر از خط بدبینی باشد، احتمالاً یک گونه و تمدن تکنولوژیک قبلاً در کیهان وجود داشته است.» 
اگر تصور کنید که احتمال تکامل یک تمدن در یک سیاره قابل سکونت، مثلاً یک در تریلیون است، یک بدبین محسوب می‌شوید. اما حتی این حدس، یک شانس در یک تریلیون، نشان می دهد که آنچه در اینجا روی زمین با بشریت اتفاق افتاده، در واقع حدود 10 میلیارد بار دیگر در طول تاریخ کیهانی اتفاق افتاده است!
- محققان دریافتند که حدود دو سوم مطالعات حدس می‌زنند که حدود 100 تمدن پیشرفته بیگانه ممکن است در کهکشان راه شیری وجود داشته باشد.
با این حال، بالاترین تخمین ها مربوط به 100 میلیون تمدن در هر کهکشان است.

## مرگ
دریک در ۲ سپتامبر ۲۰۲۲ در خانه خود در آپتوس کالیفرنیا در سن ۹۲سالگی به مرگ طبیعی درگذشت.